# Бенинский сельсовет
Бенинский сельсовет — упразднённая административная единица на территории Новогрудского района Гродненской области Республики Беларусь.

## Состав
Бенинский сельсовет включал 10 населённых пунктов:
- Бенин — деревня.
- Зеневичи — деревня.
- Ляховичи-1 — деревня.
- Ляховичи-2 — деревня.
- Марцули — деревня.
- Низовцы — деревня.
- Плиса-1 — деревня.
- Плиса-2 — деревня.
- Раховец — деревня.
- Храпенево — деревня.